# نمازخانه هاروتیون مقدس (نیکوزیا)
نمازخانه هاروتیون مقدس (ارمنی: Սուրբ Յարութիւն؛ انگلیسی: Sourp Haroutiun Chapel, Nicosia) یک نمازخانه (چاپل) متعلق به کلیسای حواری ارمنی اسقف‌نشین قبرس می‌باشد که در آگیوس دومتیوس در نیکوزیا، قبرس واقع شده‌است. ساخت و ساز این ساختمان در سال ۱۹۳۸ میلادی به پایان رسید. این بنا به سبک معماری ارمنی طراحی شده‌است.